# Damien Regnard
Damien Regnard, né le 24 février 1966 à Paris, est un homme d'affaires et homme politique français. Il est sénateur représentant des Français établis hors de France de 2018 à 2023.

## Biographie

### Carrière professionnelle
Il fait ses études à l'École supérieure de commerce et d'administration des entreprises du tourisme, où il est diplômé en yield management. Après plusieurs années dans différentes entreprises en France et au Canada, il s'installe à La Nouvelle-Orléans en 1996.
Il fonde les sociétés Groupe Direct Inc et America Testing Services Corp. en 2001, et en est directeur général depuis.
Arrivé en Louisiane pour lancer une filiale d’un groupe français, il y est finalement resté en lançant sa propre entreprise dans le service au commerce international. Il devient président de la chambre de commerce franco-américaine à la Nouvelle-Orléans, membre du conseil d’administration de l’Alliance Française, et entame une carrière politique dans les organismes représentant les français de l'étranger.
Il est marié et a trois fils.

### Parcours politique
Candidat pour la première fois à l’Assemblée des Français de l'étranger (AFE) pour les États-Unis, il est élu en 2009 et réélu en 2014 et 2015. Il est également conseiller consulaire élu pour la 3e circonscription des États-Unis (Texas, Louisiane, Arkansas et Oklahoma) depuis 2014, et élu au Conseil d’administration de la Caisse des Français de l’étranger (CFE) depuis 2015.
À la suite de l'invalidation de l’élection législative 2012 dans la première circonscription des Français établis hors de France, il est candidat divers droite à la législative partielle du 25 mai et 8 juin 2013. Il termine troisième, avec 12,7 % (2 548 voix). Lors des élections législatives de 2017, il se présente à nouveau dans la même circonscription, n'arrivant cette fois-ci qu'à la sixième place avec 2,3 % (6 858 voix).
Il est troisième sur la liste divers droite (Alliance solidaire des Français de l'étranger) menée par Jean-Pierre Bansard lors des élections sénatoriales de 2017 pour les Français de l'étranger. La liste arrive en tête avec 25,3 % des suffrages, obtenant deux élus. Le 27 juillet 2018, à la suite de l'invalidation de l'élection de Jean-Pierre Bansard, dont il était le premier suivant de liste non-élu, il devient sénateur pour les Français établis hors de France. Il siège au groupe LR. Candidat à sa réélection lors du scrutin de septembre 2023, il n'est pas réélu sénateur.